# Zephyranthes drummondii
Zephyranthes drummondii är en amaryllisväxtart som beskrevs av David Don. Zephyranthes drummondii ingår i släktet Zephyranthes och familjen amaryllisväxter. Inga underarter finns listade i Catalogue of Life.